# 食物蛋白誘発胃腸炎
食物蛋白誘発胃腸炎（しょくもつたんぱくゆうはついちょうえん、Food protein-induced enterocolitis syndrome, FPIES）は、食物蛋白など食物中の特定の誘因に対する全身性の非IgE介在性反応である。FPIESには、急性型と慢性型の2つの病型がある。急性型のFPIESでは、誘因となる食物を摂取してから通常1～4時間後に嘔吐や下痢が始まる（30分程度の場合も、6時間以上の場合もある）。嘔吐に続いて、皮膚の蒼白、無気力、水様性下痢（血液混じり）がみられることが多い。急性FPIESの15%に当たる重症型では、脱水症状やショック状態になるまで嘔吐を繰り返す。慢性型では、急性FPIESの診断基準を満たすまで診断が困難であり、誘因となる食物を反復または定期的に摂取した後、慢性またはエピソード性の嘔吐、発育不全、および水様性下痢（血液混じり）を呈する。FPIESはどの年齢でも発症する可能性があるが、生後数年以内に発症することが最も多いようである。発見し難いアレルギーとの指摘が有る。

## 疫学
FPIESは主に幼児に多く発症することが報告されているが、年長児や成人にも発症することがある。FPIESとIgE介在型食物アレルギーの両方を発症する人もおり、FPIESを発症していると、IgE介在型食物アレルギーも発症するリスクが高くなる。
日本のガイドラインにおいては、FPIES は新生児・乳児食物蛋白誘発胃腸症の1病型として位置付けられている。

## 症状
重症例では、腹痛、大量の嘔吐、嗜眠、下痢、さらにはショックを呈する。I型アレルギーの様な呼吸器や皮膚症状は呈さず、頭痛、顔面蒼白、便秘、腹部の腫脹（膨張）などが挙げられる。臨床検査では、低アルブミン血症、貧血、好酸球増多、左方移動を伴う白血球数増加が認められることがある。急性FPIES反応を経験した患者の半数以上が血小板増多（血小板>500x10^9/L）を起こすことがある。慢性および急性のFPIESでは、メトヘモグロビン血症および代謝性アシドーシス（ある研究では平均pH約7.03）が報告されている。内視鏡検査では、胃の紅斑、浮腫、粘膜の脆弱性、胃肛門部びらんが認められることがある。正確なメカニズムは不明であるが、T細胞駆動性の疾患であると考えられている。一旦除去された食物が再び胃に入ると、嘔吐と脱水を繰り返す亜急性症候群を呈することがある。

## 診断
特異的IgEおよびプリックテストが通常陰性であり、感染性胃腸炎、セリアック病、炎症性腸疾患、壊死性腸炎、食物蛋白誘発性直腸炎、好酸球性胃腸炎などの類似の臨床的特徴を呈する疾患を病歴などから除外して診断される。

## 治療
罹患者には、アレルギー反応を誘発することが知られている食品を与えないようにする。牛乳、大豆、穀類が最も一般的な誘因食品であるが、卵、肉類（鶏肉、牛肉、豚肉）、魚介類（魚、エビ、軟体動物、貝）、ピーナッツ、ジャガイモ、ナッツ類、果物（リンゴ、ナシ、バナナ、モモ、スイカ）なども報告されている。誘因となる可能性のある食品は多岐にわたり、地域によって異なることもある。まれに、母乳中の食品を介してFPIESに至る例もある 。急性FPIESの場合、生後6か月以上の小児では、オンダンセトロンまたはインファコールを使用して症状を抑えることができる。多くの母乳育児の母親は、必ずしも必要ではないが、食事からその食品を除去するか、牛乳が原因であることが懸念される場合は、広範囲に加水分解された粉ミルクまたは元素調整粉ミルクに切り替える。牛乳にFPIESがある場合、大豆ベースのミルクに耐えられる子供もいるが、そうでない子供も多い。FPIESと診断された乳幼児のほとんどは、就学前または就学中にFPIESから脱却する。